# Игокиничи
Игокиничи — деревня в Алёховщинском сельском поселении Лодейнопольского района Ленинградской области.

## История
Деревня Игокиничи упоминается на карте Санкт-Петербургской губернии Ф. Ф. Шуберта 1834 года.

ИГОКИНИЧИ — деревня принадлежит полковнику Корсакову, число жителей по ревизии: 20 м. п., 27 ж. п. (1838 год)

ИГОКИНИЧИ — деревня господина Василия Илимова, по просёлочной дороге, число дворов — 8, число душ — 37 м. п. (1856 год)

ИГОКЕНИЧИ — деревня владельческая при реке Оять, число дворов — 10, число жителей: 31 м. п., 38 ж. п. (1862 год)

В 1865—1866 годах временнообязанные крестьяне деревни выкупили свои земельные наделы у В. П. Илимова и стали собственниками земли.
В конце XIX — начале XX века деревня административно относилась к Суббочинской волости 3-го стана Новоладожского уезда Санкт-Петербургской губернии.
По данным «Памятной книжки Санкт-Петербургской губернии» за 1905 год деревня Игокиничи входила в Алёховское сельское общество.
Согласно карте Ленинградской области Северо-западного аэрогеодезического треста ГГУ издания 1932 года деревня насчитывала 12 крестьянских дворов.
По данным 1933 года деревня Игокиничи входила в состав Алёховщинского сельсовета Оятского района.

Деревня Игокиничи на карте РККА 1940 года

По данным 1966, 1973 и 1990 годов деревня Игокиничи также  входила в состав Алёховщинского сельсовета.
В 1997 году в деревне Игокиничи Алёховщинской волости проживали 243 человека, в 2002 году — 276 человек (русские — 96 %).
В 2007 году в деревне Игокиничи Алёховщинского СП проживали 286 человек, в 2010 году — 269, в 2014 году — 284 человека.

## География
Деревня расположена в центральной части района на автодороге 41К-016 (Станция Оять — Плотично).
Расстояние до административного центра поселения — 1 км.
Расстояние до ближайшей железнодорожной станции Лодейное Поле — 50 км.
Деревня находится на правом берегу реки Велига, близ места её впадения в реку Оять.

## Демография
| 1838 | 1862 | 1997 | 2007 | 2010 | 2014 | 2015 |
| ---- | ---- | ---- | ---- | ---- | ---- | ---- |
| 47   | ↗69  | ↗243 | ↗286 | ↘269 | ↗284 | ↗287 |
| 2016 | 2017 |      |      |      |      |      |
| ↘283 | ↗288 |      |      |      |      |      |

### Национальный состав
Согласно данным Всероссийской переписи населения 2021 года в деревне проживали 295 человек, из них:
 русские — 288, украинцы — 2, молдаване — 1 человек, остальные национальность не указали.

## Инфраструктура
На 1 января 2014 года в деревне было зарегистрировано: хозяйств — 105, частных жилых домов — 76.
На 1 января 2015 года в деревне зарегистрировано: хозяйств — 104, жителей — 287.

## Улицы
Дороги.